# Leyla Zana
Leyla Zana (Silvan, 3 maggio 1961) è una politica e attivista turca di etnia curda, che è stata imprigionata per 10 anni per il suo attivismo politico, ritenuto dai tribunali turchi contrario all'unità del paese.
Quando era membro del Partito democratico della società, le fu proibito di unirsi a qualsiasi partito politico per cinque anni con la decisione della Corte costituzionale di bandire questo partito. È stata eletta parlamentare indipendente per Diyarbakır con il sostegno del Partito della pace e la democrazia.
Ha ricevuto il Premio Sakharov nel 1995 dal Parlamento europeo, ma non è stata in grado di ritirarlo fino al suo rilascio nel 2004. Ha anche ricevuto il Premio Rafto nel 1994 dopo essere stato riconosciuta dalla Fondazione Rafto per essere stata incarcerata per la sua lotta pacifica per i diritti umani del popolo curdo in Turchia e nei paesi vicini.

## Biografia
È nata nel maggio del 1961 a Silvan, nella provincia di Diyarbakır nel sud-est della Turchia. Quando aveva 14 anni era sposata con Mehdi Zana, all'epoca sindaco di Diyarbakır fino al colpo di Stato militare e prigioniero politico dopo di esso.

## Carriera

### Il giuramento in parlamento nel 1991
Nel 1991 è diventata la prima donna curda a ottenere un seggio nel parlamento turco. Ha destato scandalo quando ha parlato curdo in parlamento dopo aver prestato giuramento, pur sapendo che fosse illegale. La lingua curda, anche se parlata in privato, era stata bandita per anni in Turchia. Solo in quell'anno la lingua curda fu finalmente legalizzata, sebbene parlare curdo rimase illegale negli spazi pubblici. Le sue osservazioni furono: 
 Giuro per il mio onore e la mia dignità davanti al grande popolo turco di proteggere l'integrità e l'indipendenza dello Stato, l'unità indivisibile delle persone e della patria e l'indiscutibile e incondizionata sovranità del popolo. Giuro lealtà alla Costituzione. Prendo questo giuramento per la fratellanza tra il popolo turco e il popolo curdo. 
 Solo la frase finale del giuramento fu pronunciata in curdo: "Prendo questo giuramento per la fratellanza tra il popolo turco e il popolo curdo".

Sebbene l'immunità parlamentare di Zana la proteggesse, dopo essersi unita al Partito Democratico, quel partito fu bandito e la sua immunità le fu negata. Nel dicembre 1994, insieme ad altri quattro parlamentari del Partito Democratico (Hatip Dicle, Selim Sadak e Orhan Dogan), è stata arrestata e accusata di tradimento e appartenenza al Partito dei lavoratori del Kurdistan (PKK) . Le accuse di tradimento non furono poste davanti al tribunale e Zana negò l'affiliazione al PKK; ma, con l'accusa basata su dichiarazioni di testimoni presumibilmente ottenute sotto tortura, Zana e gli altri furono condannati a 15 anni di prigione. Alla sua condanna ha affermato: 
 Questa è una cospirazione. Quello che sto difendendo è perfettamente chiaro. Non accetto nessuna di queste accuse. E, se fossero vere, mi assumerei la responsabilità per loro, anche se mi costasse la vita. Ho difeso la democrazia, i diritti umani e la fratellanza tra i popoli. E continuerò a farlo per tutto il tempo in cui vivrò. 
 È stata riconosciuta prigioniera di coscienza da Amnesty International . Nel 1994 le è stato assegnato il Premio Rafto e nel 1995 ha ricevuto il Premio Sakharov dal parlamento europeo. Ha anche vinto il Premio Bruno Kreisky . Nel 1998 la sua condanna è stata prorogata a causa di una sua lettera che era stata pubblicata su un giornale curdo, che avrebbe espresso opinioni vietate filo-separatiste. Mentre era in prigione ha pubblicato un libro intitolato Scritti dalla prigione.
Con la Turchia che chiede di diventare membro dell'Unione Europea, l'UE ha ripetutamente chiesto la sua liberazione per motivi di diritti umani, chiarendo la sua posizione assegnando a Zana il Premio Sakharov nel 1995.
Nel 2001 la Corte europea dei diritti dell'uomo si schierò contro la Turchia dopo una revisione del suo processo; benché la Turchia non avesse riconosciuto il risultato, nel 2003 una nuova legge di armonizzazione consentì di riesaminare le decisioni sulla base della CEDU. Nel 2002, un film intitolato The Back of the World, diretto dal regista spagnolo-peruviano Javier Corcuera, ha raccontato il suo caso. Nell'aprile 2004, in un processo che gli imputati hanno frequentemente boicottato, le loro condanne furono confermate. Nel giugno 2004, dopo che un pubblico ministero aveva chiesto di annullare il precedente verdetto su un tecnicismo, l'Alta Corte d'appello ha ordinato il rilascio della Zana e degli altri prigionieri.
Nel gennaio 2005 la Corte europea dei diritti umani ha assegnato a Zana e a ciascuno degli altri imputati 9000 € dal governo turco, dichiarando che la Turchia aveva violato i suoi diritti di libera espressione. Poco dopo la Zana e altri hanno annunciato la nuova formazione politica dal nome Movimento della Società Democratica (DTH). Il 17 agosto 2005 il Partito della Società Democratica (DTP) è stato fondato come fusione tra il Partito Democratico del Popolo (DEHAP) e DTH.

### Attività politiche successive

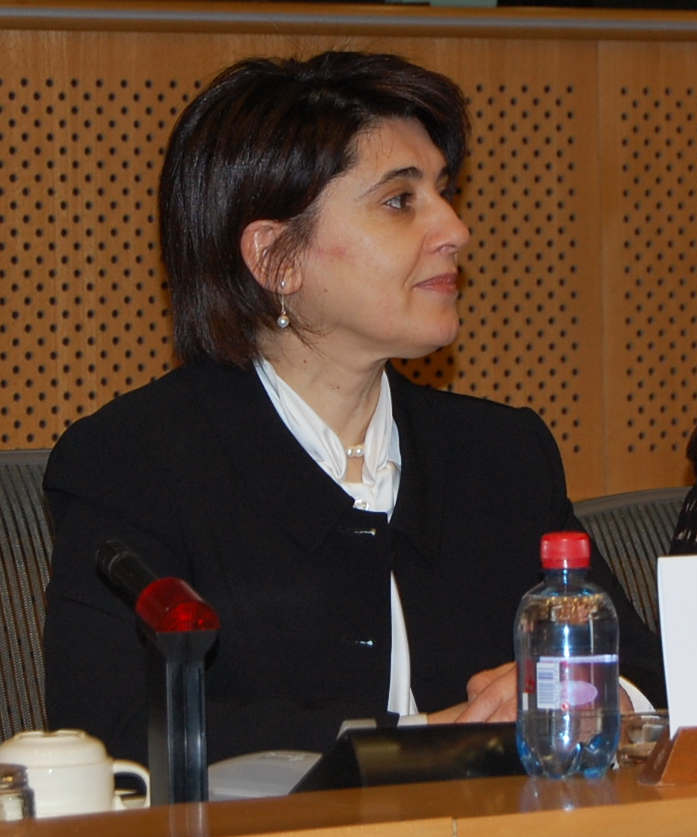
Leyla Zana nel 2010

A partire dal 2007 la Zana è attiva in materia di diritti umani in Turchia e lavora nel nuovo partito che ha co-fondato nel 2005. Un'idea controversa è la sua proposta di riorganizzare la Turchia in un insieme di stati federali, uno dei quali è il Kurdistan.
Nell'aprile 2008 la Zana è stata condannata a due anni di prigione dalle autorità turche per presunta "diffusione della propaganda terroristica", dichiarando in un discorso: "I curdi hanno tre leader, vale a dire Massoud Barzani, Celal Talebanî e Abdullah Ocalan ". Massoud Barzani è il presidente della regione federale del Kurdistan in Iraq, Celal Talabani è il presidente etnico curdo dell'Iraq e Abdullah Ocalan è il leader curdo imprigionato del PKK in Turchia.
Nel dicembre 2008 la Zana è stata condannata ad altri 10 anni di carcere dal tribunale turco. La corte l'ha accusata di aver violato il codice penale turco e la legge antiterroristica turca in nove discorsi diversi. La Commissione civica dell'Unione europea per la Turchia ha invitato l'Unione europea e la comunità internazionale a prendere provvedimenti politici e condannare fermamente la Turchia per aver condannato Leyla Zana ad altri dieci anni di carcere. Leyla Zana ha rilasciato la seguente dichiarazione all'EUTCC:
“Il caso contro di me è una violazione della libertà di pensiero e rappresenta una minaccia per ogni curdo in Turchia. La decisione della corte è solo un altro modo di reprimere, mettere a tacere e punire i curdi. Secondo la mentalità che governa questo paese i problemi possono essere risolti con mezzi antidemocratici e repressivi e un processo sleale può fornire pace politica e sociale. Ma nonostante tutto, il nostro popolo rivendicherà i suoi legittimi diritti e continuerà a lottare per questo finché ce ne sarà bisogno ”.
Il 28 luglio 2009 Leyla Zana è stata condannata a 15 mesi di carcere a causa di un discorso tenuto al SOAS presso l'Università di Londra.
Queste pene detentive sono state annullate dai tribunali superiori.
Nel dicembre 2009 la Corte costituzionale turca ha bandito il DTP a causa di presunti legami con il PKK e Leyla Zana, così come Ahmet Türk, Aysel Tuğluk, Nurettin Demirtaş, Selim Sadak e altri 30 politici curdi sono stati banditi dalla politica per 5 anni. Sebbene questa decisione proibisca loro di essere membri di partiti politici, non impedisce loro di essere eletti in parlamento come deputati indipendenti.
È stata rieletta in Parlamento alle elezioni nazionali del 12 giugno 2011.
Il 1 ° luglio 2012 il Primo Ministro Recep Erdoğan ha incontrato Leyla Zana nel suo ufficio. Questo incontro ha avuto luogo dopo una recente intervista di Hürriyet in cui Leyla Zana ha dichiarato di sperare che il Primo Ministro Recep Erdoğan risolvesse il conflitto curdo-turco . Le sue parole sono state criticate come "ingenue" dalla leadership del PPD, ma sono state accolte dal governo turco.
Nel novembre 2016 la Zana è stata nuovamente arrestata insieme ad altri membri del PPD, di nuovo accusata di affiliazione con il PKK.
Nel luglio 2017 il seggio HDP di Zana è stato sottoposto a denuncia dell'AKP per una sua potenziale esclusione per "non aver giustamente prestato giuramento, nonché per un assenteismo dilagante": nonostante la causa dell'assenza fosse la restrizione detentiva, l'11 gennaio 2018 l'appartenenza parlamentare di Zana è stata revocata per aver mancato di presenziare in 212 sedute parlamentari da ottobre 2016 ad aprile 2017; la decisione è stata assunta al Parlamento turco, con un voto di 302 favorevoli contro 22 (il voto contrario fu di parlamentari di CHP e HDP).